# If I Left the Zoo
If I Left the Zoo é o terceiro álbum de estúdio da banda Jars of Clay, lançado a 9 de Novembro de 1999.
Foi novamente premiado com um Grammy Award na categoria Best Pop/Contemporary Gospel Album, sendo o segundo da banda. O disco atingiu o nº 44 da Billboard 200, o nº 1 do Top Contemporary Christian e o nº 1 do Top Internet Albums.

## Faixas
Todas as faixas por Dan Haseltine, Matt Odmark, Stephen Mason, Charlie Lowell, exceto onde anotado
1. "Goodbye, Goodnight" – 2:53
2. "Unforgetful You" – 3:20
3. "Collide" – 4:46
4. "No One Loves Me Like You" – 3:48
5. "Famous Last Words" – 3:26
6. "Sad Clown" – 4:27
7. "Hand" – 3:36
8. "I'm Alright" – 3:40
9. "Grace" (Dan Haseltine, Matt Odmark, Stephen Mason, Charlie Lowell, Mark Hudson & Greg Wells) – 4:31
10. "Can't Erase It" – 3:35
11. "River Constantine" – 4:48

## Créditos
- Dan Haseltine – Vocal, percussão
- Matt Odmark – Guitarra acústica
- Stephen Mason – Guitarra elétrica
- Charlie Lowell – Piano, teclados